# …Колеблет твой треножник
«…Коле́блет твой трено́жник» — литературно-публицистический этюд Александра Солженицына, написанный в апреле 1984 года во время паузы в работе над историческим романом «Красное колесо». Опубликован в журнале «Вестник РХД» (№ 142, 1984). В России впервые опубликован в журнале «Новый мир» (№ 5, 1991).
Этюд продолжил традицию творческих высказываний «писательской пушкинистики». Поводом для написания послужила серия произведений о Пушкине разных авторов, в том числе, эссе «Пушкин без конца» и нашумевшая книга Андрея Синявского «Прогулки с Пушкиным».
В названии использован образ из стихотворения «Поэту» А. С. Пушкина:
…Ты им доволен ли, взыскательный художник?
Доволен? Так пускай толпа его бранит
И плюет на алтарь, где твой огонь горит,
И в детской резвости колеблет твой треножник.
В этом этюде Солженицын поднял «узловые проблемы природы пушкинского творчества и русской литературной классики в целом», «на много лет вперёд определил контраргументы в споре с „литературными нигилистами“ наших дней».

## Отклики
Вскоре после опубликования «…Колеблет твой треножник» в «Новом мире» Андрей Синявский опубликовал там же ответное эссе «Чтение в сердцах».
Литературный критик Бенедикт Сарнов в статье «…И где опустишь ты копыта?» (1994) утверждает, что задачей Солженицына в «Треножнике» было естественное для всякого идеолога стремление приспособить Пушкина для своих идеологических целей.
Литературовед Лада Лукьянова считает (1999), что в «Треножнике» Солженицын «стал защитником светлого имени Поэта и его „оздоровляющего жизнечувствия“».